# Spergula laevis
Spergula laevis är en nejlikväxtart som först beskrevs av Jacques Cambessèdes, och fick sitt nu gällande namn av David Nathaniel Friedrich Dietrich. Spergula laevis ingår i släktet spärglar, och familjen nejlikväxter. Inga underarter finns listade i Catalogue of Life.